# 메이크텐
메이크텐은 2011년, 대한민국의 생각투자 주식회사에 의해 출시된 보드 게임이다. 게임은 2~4명이 할 수 있고 게임 시간은 20분 내외이다.

## 게임 정보
메이크텐은 2011년 출판되었으며 생각투자(주)에 의해 배급되고 있다. 수리적 능력을 키우는데 도움을 주는 게임이다.

## 게임의 구성
메이크텐의 구성은 다음과 같다.
- 숫자 타일 : 0~9까지 4가지 색상 총 110개(빨강 30개, 파랑 30개, 초록 30개, 검정 20개)
- 휴대용 주머니
- 설명서

## 목적
타일을 이용하여 합이 10 혹은 20이 되도록 만든다. 가장 먼저 본인이 소유한 타일을 전부 소모한 사람이 승리한다.

## 게임 방법
1. 110개의 타일을 뒤집어서 섞은 후 플레이어마다 각 15개씩 나눠 갖는다.
2. 나머지 타일은 주머니에 넣어두고 10이나 20을 만들 수 없을 때 하나씩 갖고 온다.
3. 자신의 순서에 10이나 20을 만들어 등록한다.(트리) 20을 만들 때는 타일 3개 또는 4개를 사용할 수 있다.
4. 등록한 후에는 다른 사람이 등록한 트리에 수평이나 수직으로 숫자를 붙일 수 있다.
5. 가장 먼저 갖고 있는 타일을 모두 소모한 사람이 승리한다.
- (영어) 메이크텐   - 보드게임긱 평점  5.0 /10.00
- (한국어) 보드라이프 링크